# Йосиф Тризна
Йосиф Тризна (пом. 1655 або 1656) — український церковний діяч, письменник, вихованець Києво-Могилянської Колеґії гербу Ґоздава.

## Діяння
У 1640—1647 роках Йосиф Тризна був ігуменом Віленського Святодухівського монастиря, а з 1647 року став архимандритом Києво-Печерського монастиря.
Підтримував повстання Богдана Хмельницького. Був присутнім на сеймі 1649—1650 років, котрий ратифікував Зборівський договір з козаками.
На Переяславській раді 1654 року він відмовився присягати на вірність московському царю. Йосиф Тризна брав участь у редагуванні «Києво-Печерського патерика». Він також написав передмову до «Служебника» (1653).